# صناعات دايكن
صناعات دايكن المحدودة (بالإنجليزية: Daikin Industries, Ltd.)‏ هي شركة يابانية متعددة الجنسيات تعمل في كل من: اليابان، الصين، أستراليا، الهند، جنوب شرق آسيا، أوروبا وأمريكا الشمالية. وقد تأسست الشركة في أوساكا، اليابان عام 1924 كشركة مواد كيميائية، حيث كان تركيزها على أنظمة تكييف الهواء.
وهي ثاني أكبر شركة في العالم في مجال التدفئة والتهوية وتكييف الهواء بعد شركة كارير وتعتبر أول شركة تصنع مكيفات بنظام العاكس inverter الموفر للطاقة. واليوم، لدى دايكن ثمانية أقسام صناعية وإدارية منفصلة مركزة على المجالات التالية:
- تكييف الهواء
- المواد الكيميائية
- أنظمة النقل والتبريد
- أشباه الموصلات
- السوائل المتحركة
- الإلكترونيات
- الصناعات الدفاعية
- خدمات ما بعد البيع